# Stenopodius inyoensis
Stenopodius inyoensis is een keversoort uit de familie bladkevers (Chrysomelidae). De wetenschappelijke naam van de soort werd in 1939 gepubliceerd door Blaisdell.